# کانال شرق تنگ بلاغی
کانال شرق تنگ بلاغی مربوط به دوره هخامنشی است و در شهرستان پاسارگاد، بخش هخامنشی، دهستان مادر سلیمان، روستای مبارک‌آباد، ۵/۶ کیلومتری داخل تنگ بلاغی واقع شده و این اثر در تاریخ ۲۶ اسفند ۱۳۸۶ با شمارهٔ ثبت ۲۱۸۷۷ به‌عنوان یکی از آثار ملی ایران به ثبت رسیده است.